# Tauern de Radstadt
O Tauern de Radstadt (em alemão:  Radstädter Tauern) é um maciço montanhoso que se encontram no Lander de Salisburgo na Áustria. O nome vem-lhe da cidade Radstadt, e o cume mais alto é o Weißeck com 2.711 m.

## Localização
O Tauern de Radstadt têm da mesma secção alpina, a Leste o Tauern de Schladming e de Murau.
De outras secções tem a Norte os Alpes xistosos de Salisburgo a Sul os Alpes de Gurktal, e a Sudoeste os Alpes Tauern.

## SOIUSA
A Subdivisão Orográfica Internacional Unificada do Sistema Alpino (SOIUSA) dividiu os Alpes em duas grandes Partes: Alpes Ocidentais e Alpes Orientais, separados pela linha formada pelo  Rio Reno - Passo de Spluga - Lago de Como - Lago de Lecco.
Os Tauern de Radstadt, o Tauern de Schladming e de Murau, o Tauern de Rottenmann e de Wolz, e o Tauern de Seckau formam os Alpes do Tauern orientais.

### Classificação  SOIUSA
Segundo a SOIUSA este acidente geográfico é uma Sub-secção alpina com as seguintes características:
- Parte = Alpes Orientais
- Grande sector alpino = Alpes Orientais-Centro
- Secção alpina = Alpes do Tauern orientais
- Sub-secção alpina =  Tauern de Radstadt
- Código = II/A-18.I

## Imagens

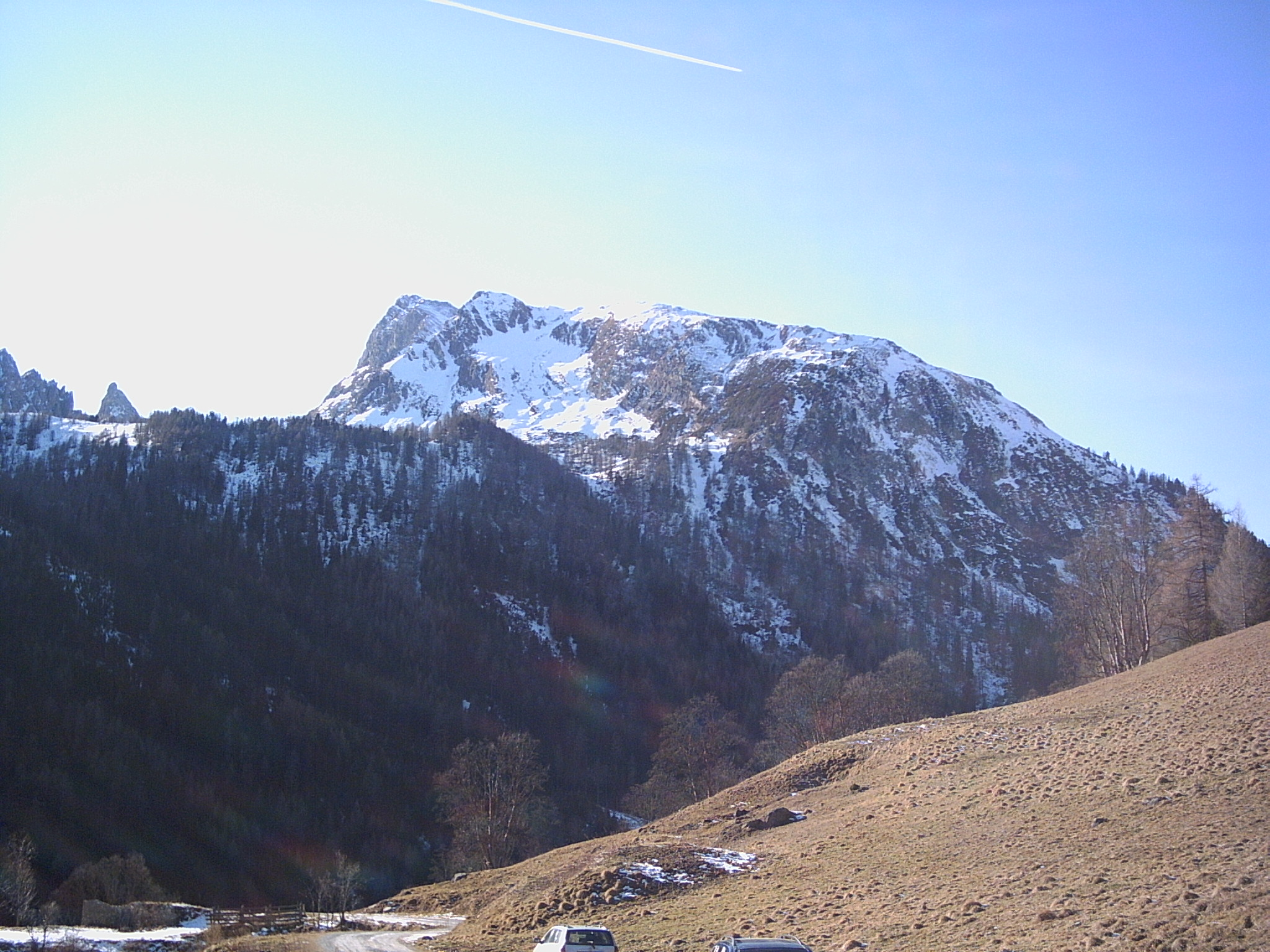
O Weisseck